# 15763 Nagakubo
15763 Nagakubo eller 1992 UO5 är en asteroid i huvudbältet som upptäcktes den 26 oktober 1992 av de båda japanska astronomerna Kazuro Watanabe och Kin Endate vid Kitami-observatoriet. Den är uppkallad efter den japanska geografen Nagakubo Sekisui (1717–1801).
Asteroiden har en diameter på ungefär 12 kilometer.